# Bukinanyana
Bukinanyana é uma das seis comunas existentes na província de Cibitoke, no Burundi.